# Time I
Time I drugi je studijski album finskog metal-sastava Wintersun. Premda je izvorno trebao biti objavljen krajem 2006., nakon višekratnih odgoda diskografska kuća Nuclear Blast naposljetku ga je objavila u listopadu 2012.

## O albumu
Kad je skupina počela snimati uradak, pjevač i glavni autor pjesama Jari Mäenpää izjavio je da će trajati više od 65 minuta i da je riječ o konceptualnom albumu. Dodao je i da svaka pjesma sadrži otprilike 200 snimljenih dijelova.
Rad na uratku najviše se odužio zbog složenosti pjesama. Do travnja 2007. snimljene su sve dionice za bubnjeve, bas-gitaru i gitaru. Godinu dana poslije bubnjar Kai Hahto na službenim je stranicama sastava izjavio da sastav zbog tehničkih problema nije mogao dovršiti album, ali da je u međuvremenu nabavio novu računalnu opremu za snimanje te da „sve funkcionira bolje”. Naposljetku je rekao da neće navoditi moguće datume objave kako ne bi razočarao obožavatelje ako ne uspije održati riječ.
Skupina je 2008. na kraju koncerta na festivalu Metalcamp izvela petnaest sekundi pjesme „Sons of Winter and Stars”.
Dana 27. veljače 2009. Mäenpää je izjavio da će skupina otkazati sve nadolazeće nastupe, među kojima su i koncerti na festivalima Bloodstock Open Air i Summer Breeze, kako bi se usredotočio na snimanje albuma. Dana 26. travnja 2010. komentirao je da je pjesma „Land of Snow and Sorrow” dovršena, a da će uskoro dovršiti pjesme „Storm” i „Silver Leaves”. U studenome te godine sastav je izjavio da je uradak gotovo dovršen te da bi dionice za sintesajzer i orkestracija mogle biti gotove do prosinca 2010. ili siječnja 2011., nakon čega slijedi miksanje pjesama.
Na Božić 2010. Mäenpää je komentirao da je skladba „Silver Leaves” uglavnom dovršena i da joj samo nedostaju određeni orkestarski dijelovi. Dan poslije izjavio je da su tri pjesme gotove i spremne za miksanje, a da četirima pjesmama nedostaju određeni dijelovi. U ožujku 2011. spomenuo je da je miksanje odgođeno najmanje do kraja ljeta zbog raznih problema kao što su nedostatak dodataka za radnu stanicu za obradu digitalnoga zvuka i buka zbog građevinskih radova. Godinu dana poslije izjavio je da će Time uskoro biti gotov i da će ga objaviti krajem ljeta te godine.
U svibnju 2012. sastav je izjavio kako će pjesme s Timea objaviti na dvama samostalnim albumima koja će se zvati Time I i Time II. Također je najavio da će Time I biti objavljen u jesen te godine, a Time II 2013.
Na službenom je kanalu Nuclear Blasta 4. srpnja 2012. objavljen promidžbeni videozapis u kojem je najavljeno da će ta diskografska kuća izdati Time I 19. listopada 2012. Dana 17. listopada 2012. uradak se mogao odslušati u cijelosti na službenim stranicama skupine.

## Glazbeni stil
Godine 2004. Mäenpää je u intervjuu za Get Ready to Rock izjavio: „Trenutačno me zaokupljaju melodije u japanskome stilu, jako su lijepe i čarobne. Vjerojatno ćete čuti nešto takvo na idućem albumu.” Za „When Time Fades Away”, uvodnu skladbu na albumu, potvrđeno je da je nadahnuta japanskom glazbom.

## Popis pjesama
Tekstovi i glazba: Jari Mäenpää. 
| 1.    | »When Time Fades Away« (instrumentalna skladba) | 4:07  |
| 2.    | »Sons of Winter and Stars«                      | 13:31 |
| 3.    | »Land of Snow and Sorrow«                       | 8:21  |
| 4.    | »Darkness and Frost« (instrumentalna skladba)   | 2:24  |
| 5.    | »Time«                                          | 11:44 |
| 43:07 |                                                 |       |

## Recenzije
| Recenzije               | Recenzije |
| Izvor                   | Ocjena    |
| ----------------------- | --------- |
| AllMusic                | [ 18 ]    |
| Angry Metal Guy         | 3/5       |
| BraveWords              | 7/10      |
| Metal.de                | 9/10      |
| Metal Hammer            | [ 22 ]    |
| Metal Hammer (Njemačka) | 6/7       |
| Perun.hr                | 7/10      |
| Sputnikmusic            | 3,5/5     |

Dobio je uglavnom pozitivne kritike. U prikazu za Metal.de recenzentica Katharina dala mu je devet bodova od njih deset nazvavši ga „pravim remek-djelom bez premca [u žanru] simfonijskog melodičnog death metala” i dodavši da je „jedan od vrhunskih albuma 2012. koji u svoju zbirku treba uvrstiti svaki obožavatelj simfonijskog metala”. Sličnu je visoku ocjenu dobio i u njemačkoj inačici časopisa Metal Hammer. Recenzent Sebastian Kessler dao mu je šest bodova od njih sedam i istaknuo je da je u pjesmama „[m]nogo izražajnosti, mnogo bombastičnosti, mnogo fantastike i mnogo melankolije”.
Tom Dare dao mu je četiri zvjezdice od njih pet u recenziji za britanski Metal Hammer izjavivši da je „zapanjujuće koliko se toga zbiva” u pjesmama i da „sve zvuči stvarno spektakularno” te zaključivši da je album „fantastičan”. David Perri dao mu je sedam bodova od njih deset u osvrtu za BraveWords napisavši kako je „zaista očito da je dobro osmišljen” i da je pojedinostima u pjesmama posvećena „besprijekorna i kirurški precizna pažnja”, ali da mu nedostaje „neobuzdane energije s debitantskog albuma”. Jednaku mu je ocjenu dao Darjan Koprivnikar u recenziji za Perun.hr, u kojoj je izjavio da se na njemu nalazi „mnogo slojeva raznih zvukova koje ukrašavaju glavnu metal okosnicu, a ujedno otkrivaju i stvaraju dramatičnost”, ali je kritizirao album zato što zvuči „prenapuhano” te da „ipak ne uspijeva dostići nivo kvalitete za kojim je Jari Maenpaa težio”.
U recenziji za Sputnikmusic Kyle Ward dao mu je tri i pol boda od njih pet rekavši da „neprestano pokušava zvučati veličanstvenije [nego prije]” te da glazba „stvarno plijeni pozornost i zabavlja”, ali da „ne djeluje žestoko, nego prozračno”, da su „tri epske skladbe dobre, ali strukturno i ugođajno previše su površne” te da je manjak raznolikosti među pjesmama „pogreška koja kvari čitav album”. Eduardo Rivadavia dao mu je tri zvjezdice od njih pet u recenziji za AllMusic i izjavio je da su u naslovnoj pjesmi „najugodnije uravnotežena Wintersunova zanimanja za klasiku i metal, ali ne toliko da bi to opravdalo pripremu koja je trajala pola desetljeća” te je dodao da su stihovi „često sladunjavi”. Jednaku mu je ocjenu dao i Angry Metal Guy, koji je komentirao da na njemu ima „odličnih trenutaka”, ali da se zbog „ponavljanja i stalna mlaćenja tema 13, osam i 11 minuta pjesme stapaju s pozadinom” te da im to „oduzima energičnost”.

## Zasluge
| Wintersun - Jari Mäenpää – vokal, gitara, programiranje (orkestracija, sintesajzer); produkcija, miksanje, mastering - Teemu Mäntysaari – gitara; zborski vokali (na pjesmi „Sons of Winter and Stars”); produkcija (gitara) - Jukka Koskinen – bas-gitara; zborski vokali (na pjesmi „Sons of Winter and Stars”); grubi vokali (na 2. i 5. pjesmi); produkcija (bas-gitara) - Kai Hahto – bubnjevi; produkcija (bubnjevi) Ostalo osoblje - Nino Laurenne – produkcija (bubnjeva i bas-gitare) - Mika Jussila – mastering - Cameron Gray – omot albuma, ilustracije - Ritual – logotip - Nana Simelius – fotografija | Dodatni glazbenici - Mathias Nygård – zborski vokali (na pjesmi „Sons of Winter and Stars”) - Olli Vänskä – zborski vokali (na pjesmi „Sons of Winter and Stars”) - Jukka-Pekka Miettinen – zborski vokali (na pjesmi „Sons of Winter and Stars”) - Markus Toivonen – zborski vokali (na pjesmi „Sons of Winter and Stars”) - Sami Hinkka – zborski vokali (na pjesmi „Sons of Winter and Stars”) - Heri Joensen – zborski vokali (na pjesmi „Sons of Winter and Stars”) - Mikko Salovaara – zborski vokali (na pjesmi „Sons of Winter and Stars”) - Alpha Valtias Mustatuuli – grubi vokali (na 2. i 5. pjesmi) |

## Drugi dio
Skupina je izjavila da planira objaviti drugi dio albuma, ali da je proces rada na njemu usporilo to što nema svoj studio. Naposljetku je potvrdila da će Time II objaviti 30. kolovoza 2024.

## Ljestvice
| Ljestvica                                           | Najviša pozicija |
| --------------------------------------------------- | ---------------- |
| Austrija                                            | 33.              |
| Finska                                              | 2.               |
| Njemačka                                            | 21.              |
| Švicarska                                           | 26.              |
| Ujedinjeno Kraljevstvo (Independent Album Breakers) | 11.              |
| Ujedinjeno Kraljevstvo (Independent Albums)         | 47.              |
| Ujedinjeno Kraljevstvo (Rock & Metal Albums)        | 25.              |